# The Boys Are Back in Town
„The Boys Are Back in Town“ je skladba irské hard rockové skupiny Thin Lizzy z jejich alba Jailbreak z roku 1976. Skladba rovněž vyšla jako singl s „Jailbreak“ na straně B. V britském žebříčku se singl umístil na osmém místě. V roce 1991 singl vyšel znovu a umístil se na 63. místě. V roce 2012 vydala americká skupina Molly Hatchet cover verzi této skladby na svém albu Regrinding the Axes.